# Първа конна дивизия
I конна дивизия е българска кавалерийска военна част, действала по време на Първата световна война (1915 – 1918). Тя е високо подвижно оперативно съединение включващо освен кавалерия и части от различни родове войски – артилерия, колоездачи, пехота, свръзки и др.

## Боен път в Добруджанската кампания 1 септември 1916 – 5 януари 1917 г.
Действия в септември 1916 г.
В битката при Карапелит Кочмар от неголеми части на I конна дивизия са унищожени 10 кратно превъзхождащи българите румънски части.

На 5 – 7 септември своевременната смела и несанкционирана от висшето командване намеса на дивизията в битката при Добрич е решаваща за нанесеното тежко поражение на крупните руско-румънските войски командвани от ген. Андрей М. Зайончковски опитващи се да обърнат хода на кампанията.

На 13 септември отново разбива румънците при Чифут Куюсу.

На 14 септември води бой при Кара Омер.

На 19 септември разгромява руско-румънските войски при Топрахисар.

На 20 и 21 септември 1916 г. разбива сърби, румънци и руснаци в битката при Мустафа ачи Азаплар.

На 24 септември разбива румънците при Первели и от 25 септември до 16 октомври води боеве за Кубадинската позиция в района на Первелия.
На 22 декември 1916 българските войски освобождават Тулча и на 5 януари 1917 г. дивизията се установява в града с което кампанията приключва. Цяла Добруджа и нейното българско население от Балчик до делтата на Дунав е свободна.

## Предислоциране на дивизията
Дислокацията на I конната дивизия в 1918 г., без 2-ри, 3-ти, 4-ти и 9-и Конни полкове, е в Българското беломорие. Та охранява територията от Черпанти чифлик до мостовете на Порто Лагос с резерви, разположени в Гюмюрджина, Ксанти и Окчилар.

## Наименования
През годините дивизията носи различни имена според претърпените реорганизации:
- Първа конна дивизия (23 март 1916 – 1919)
- Първа бърза дивизия (1936 – 1941)

## Началници
Званията са към датата на заемане на длъжността.
| №  | звание        | име            | дати                |
| -- | ------------- | -------------- | ------------------- |
| 1. | Генерал-майор | Иван Колев     | от 11 май 1916      |
| 2. | Генерал-майор | Тодор Марков   | от 15 август 1917   |
| 3. | Генерал-майор | Иван Табаков   | до 1 август 1919    |
| 4. | Генерал-майор | Атанас Жилков  | 1936 – 1936         |
| 5. | Генерал-майор | Георги Пенев   | 1936 – 1938         |
| 6. | Полковник     | Петър Тяновски | 1938 – ноември 1939 |
| 7. | Полковник     | Петър Пенев    | 1939 – 1942         |